# Авио (Италија)
Авио (итал. Avio) је насеље у Италији у округу Тренто, региону Трентино-Јужни Тирол.
Према процени из 2011. у насељу је живело 1893 становника. Насеље се налази на надморској висини од 140 м.

## Становништво
Према резултатима пописа становништва 2011. у општини је живело 4.115 становника.
| 1931. | 1936. | 1951. | 1961. | 1971. | 1981. | 1991. | 2001. | 2011. |
| ----- | ----- | ----- | ----- | ----- | ----- | ----- | ----- | ----- |
| 3.932 | 3.737 | 3.725 | 3.709 | 3.694 | 3.634 | 3.752 | 3.918 | 4.115 |